# Louis-Marc Aubry
Louis-Marc Aubry (* 11. November 1991 in Trois-Rivières, Québec) ist ein deutsch-kanadischer Eishockeyspieler, der seit Mai 2022 bei den Kölner Haien aus der Deutschen Eishockey Liga (DEL) unter Vertrag steht und dort auf der Position des Centers spielt. Zuvor war Aubry bereits für die Eisbären Berlin und den ERC Ingolstadt in der DEL aktiv. Sein Vater Pierre Aubry war ebenfalls professioneller Eishockeyspieler.

## Karriere

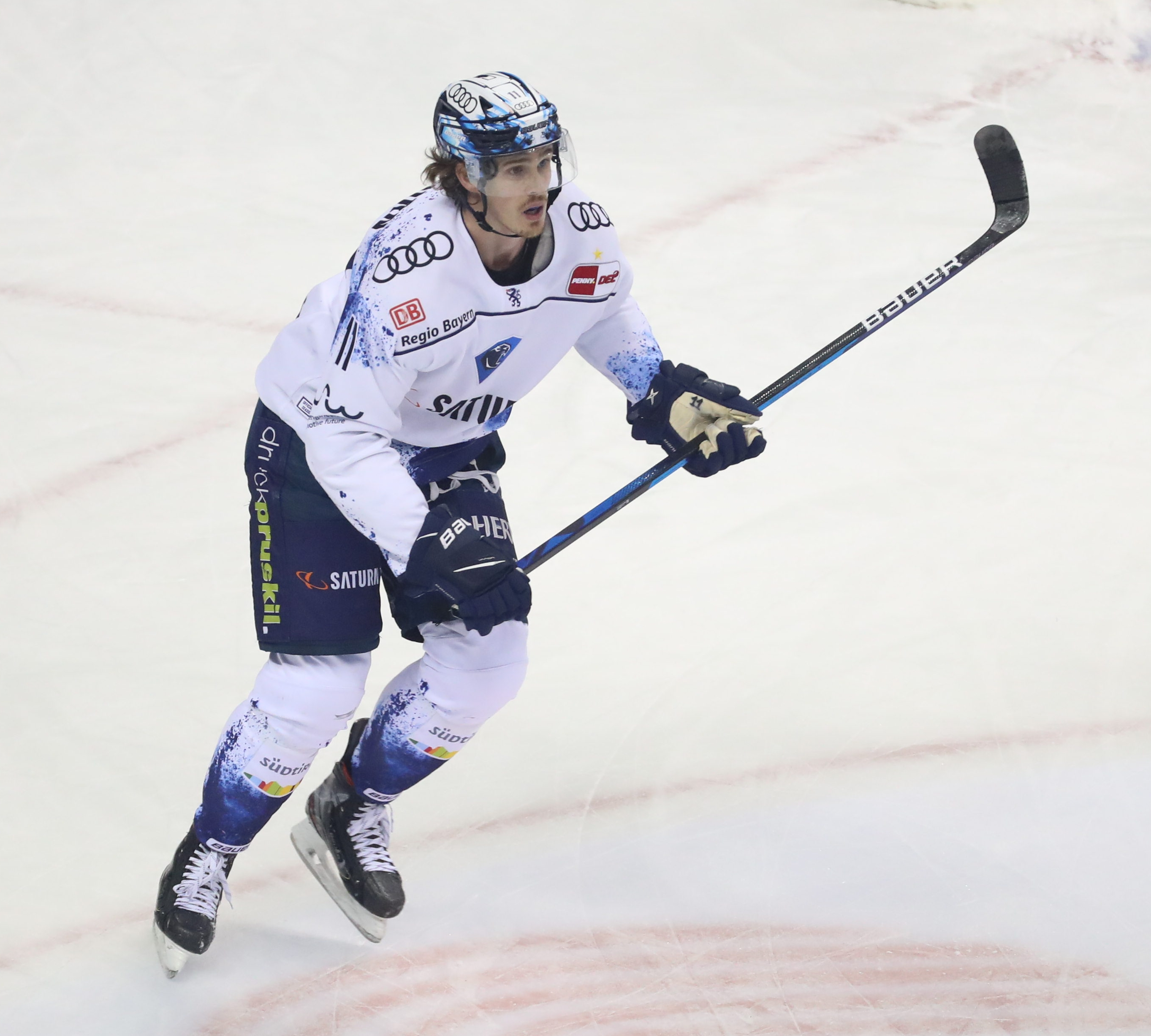
Aubry im Trikot des ERC Ingolstadt (2021)

Louis-Marc Aubry begann mit dem Eishockeyspielen in seiner Geburtsstadt bei den Trois-Rivières Estacades, bevor er als 17-Jähriger zum Club de hockey junior de Montréal in die Ligue de hockey junior majeur du Québec (LHJMQ), eine der drei kanadischen Top-Juniorenligen, wechselte. In Montreal spielte er drei Jahre, wobei er nach der Saison 2009/10 für das CHL Top Prospects Game nominiert und dort von den Detroit Red Wings aus der National Hockey League (NHL) gedraftet wurde. Für die Red Wings hatte auch schon sein Vater Pierre 42 Spiele in der NHL absolviert.
Ab der Saison 2011/12 war Louis-Marc Aubry für die Farmteams der Detroit Red Wings, insbesondere für deren Kooperationsteam die Grand Rapids Griffins in der American Hockey League (AHL) aktiv, für welche er 342 Spiele bestritt. Dabei konnte er mit dem Verein aus Michigan erstmals in dessen Geschichte in der Saison 2012/13 die Meisterschaft in der AHL, den Calder Cup, gewinnen. Seine erfolgreichste Saison für die Griffins spielte er 2015/16, in welcher er 29 Punkte (12 Tore) erzielen konnte. Aubry wird in seiner Spielweise als kraftvoller sogenannter Zwei-Wege-Stürmer, also defensiver Center, beschrieben, welcher in den hinteren Angriffsreihen zum Einsatz kommt und bereit ist, die harten Jobs innerhalb der Mannschaft zu übernehmen.
Im Februar 2017 verpflichteten die Eisbären Berlin aus der Deutschen Eishockey Liga (DEL) Aubry für die letzten sieben Saison- sowie mögliche Playoff-Spiele. Die Eisbären hatten zu diesem Zeitpunkt viele verletzte Spieler, insbesondere sollte Aubry den Verletzten Julian Talbot ersetzen und die Defensive stärken. Davor hatte er in dieser Saison noch 36 Spiele für das Team aus Grand Rapids in der AHL bestritten, welche in dieser Spielzeit zum zweiten Mal den Calder Cup gewannen. Da Aubry jedoch auf Grund seines Wechsels nicht bei Playoff-Spielen zum Einsatz kam, gilt er auch nicht als Spieler des Meisterteams. Für die Eisbären lief er auch in der folgenden Saison 2017/18 auf das Eis und konnte dabei vermehrt offensiv Akzente setzen. Insbesondere in den Playoffs, in welchen er mit den Eisbären das Finale erreichen konnte, war er mit zehn Toren zusammen mit seinem Teamkollegen Nick Petersen sowie Leonhard Pföderl erfolgreichster Torschütze der Liga. In der folgenden Saison 2018/19 wurde er mit 39 Punkten bester Scorer der Eisbären in der Hauptrunde, in welcher er insbesondere zum Saisonende mit seinen Sturmpartnern Austin Ortega und Brendan Ranford gut harmonierte.
Nach der Saison 2019/20 verließ Aubry die Eisbären und wurde im November 2020 vom ERC Ingolstadt verpflichtet. In seiner ersten Spielzeit für die Panther konnte er das Halbfinale erreichen, schied in der folgenden Saison 2021/22 jedoch bereits in den Pre-Playoffs aus. Anschließend wurde er von den Kölner Haien verpflichtet, wo er in den Spielzeiten 2022/23 und 2023/24 erneut von Uwe Krupp trainiert wurde, mit dem er bereits bei den Eisbären Berlin zusammenarbeitete. Im August 2025 erhielt Aubry die deutsche Staatsbürgerschaft.

## Erfolge und Auszeichnungen
- 2010 Teilnahme am CHL Top Prospects Game
- 2013 Calder-Cup-Gewinn mit den Grand Rapids Griffins
- 2018 Deutscher Vizemeister mit den Eisbären Berlin
- 2025 Deutscher Vizemeister mit den Kölner Haien

## Karrierestatistik
Stand: Ende der Saison 2024/25
(Legende zur Spielerstatistik: Sp oder GP = absolvierte Spiele; T oder G = erzielte Tore; V oder A = erzielte Assists; Pkt oder Pts = erzielte Scorerpunkte; SM oder PIM = erhaltene Strafminuten; +/− = Plus/Minus-Bilanz; PP = erzielte Überzahltore; SH = erzielte Unterzahltore; GW = erzielte Siegtore; 1 Play-downs/Relegation; Kursiv: Statistik nicht vollständig)